# Andrzej Rozbicki
Andrzej Rozbicki (ur. 20 października 1948 w Lidzbarku Warmińskim) – polsko-kanadyjski dyrygent, wykładowca muzyki, producent i promotor polskiej muzyki w Kanadzie i USA.

## Życiorys
Jest absolwentem Wydziału Wychowania Muzycznego w klasie dyrygentury prof. Władysława Słowińskiego (1976) i Wydziału Instrumentalnego w klasie fagotu prof. Kazimierza Piwkowskiego (1977) Akademii Muzycznej im. Fryderyka Chopina w Warszawie:
W latach 1984–85 był dyrygentem Bremen Symphony Orchestra i Dyrektorem Muzycznym Westerstede Stadtorchester w Niemczech.
Do Kanady przyjechał w 1985 i od chwili przyjazdu do dziś pracuje w szkołach kanadyjskich. Przez pierwsze trzy lata pobytu był również organistą i dyrygentem chóru „Harfa” w największej polskiej parafii w Kanadzie w kościele św. Maksymiliana Kolbe w Mississauga.
W 2007 uzyskał stopień doktora sztuk muzycznych w dyscyplinie artystycznej: dyrygentura w Akademii Muzycznej im. Krzysztofa Pendereckiego w Krakowie.
Jest fundatorem i był dyrygentem przez pięć lat Brampton Symphony Orchestra. Od 1985 prowadził z wielkimi sukcesami polskie chóry w Kanadzie: chór “Harfa” Mississauga – zdobył złoty medal na Światowym Festiwalu Chórów Polonijnych w Koszalinie w 1988, z chórem “Symfonia” z Hamilton: I miejsce, Puchar Kardynała Hlonda i nagrodę dla najlepszego dyrygenta w 44 Konkursie Związku Śpiewaków Polskich w Ameryce – New York w 1995. Z chórami z Mississauga i Hamilton odbył wiele tourne w tym do Polski, USA i Włoch. W 1995 został wybrany na trzyletnią kadencję Naczelnym Dyrektorem Muzycznym Związku Śpiewaków Polskich w Ameryce. Przez kilka lat pracował z chórem “Polonia Singers” w Toronto. Od 1994 pracuje nieprzerwanie z założoną przez siebie Celebrity Symphony Orchestra w Toronto. Zespoły te wystąpiły w wielu premierowych widowiskach muzycznych: “Nieszpory Ludźmierskie” Jana Kantego Pawluśkiewicza, „Woła nas Pan” Włodzimierza Korcza, “Warsaw Concerto”, “Trzy Soprany”, “Virtuoso & Joy”, “Orawa”, w koncertach prowadzonych przez Bogusława Kaczyńskiego: “Gwiazdy polskiej opery i operetki”, „Parade of Tenors”, „Polish Heart”, “Chopin Celebration” i “Paderewski Celebration”, “Victoria” z III Symfonią Henryka Góreckiego z solistką Zofią Kilanowicz, “The Polish Tenors”, “The Best of Ochman”, “Viva Carnival” z solistami: Vadimem Brodskim, Wiesławem Ochmanem i Barbarą Kubiak, “Polish Tenors & Viva” z udziałem Wojciecha Sokolnickiego, Tomasza Janczaka i Tadeusza Szlenkiera, “Canada 150 Gala” udziałem Krystiana Krzeszowiaka, Anny Lasota, Stanislas Vitort, Artura Wachnika i Viva Trio. Rozbicki przygotował wspólnie z Fundacją z Lichtenstein i poprowadził uroczysty koncert “Viva Carnival” 29 stycznia 2018 w Living Arts Centre w Mississauga z udziałem laureatów największych konkursów wokalnych na świecie, 9 solistów przybyłych do Kanady z dziewięciu różnych krajów. W październiku poprowadził koncerty „The Polish Pride” z okazji 100-lecia Odzyskania Niepodległości w Toronto i w Vancouver a w 2019 poprowadził wielki koncert „The Very Best of Stanisław Moniuszko” w 200. rocznicę urodzin kompozytora z obszernymi fragmentami opery „Straszny Dwór” w programie koncertu.
W maju 1998 w Chicago podczas 45 Zjazdu Związku Śpiewaków Polskich w Ameryce prowadzony przez niego chór “Polonia Singers” z Toronto zdobył trzy główne nagrody. Andrzej Rozbicki otrzymał ponownie nagrodę dla najlepszego dyrygenta konkursu. Dyrygował on również głównym koncertem Zjazdu w którego programie była amerykańska premiera utworów „Krzesany”, „Angelus” i „Victoria” Wojciecha Kilara z udziałem ponad 500 śpiewaków i Chicago Symphony Orchestra.
Prowadził wielokrotnie New York Festival Symphony Orchestra, zawsze promując polska muzykę i polskich solistów. W sierpniu 2000 był gościem Festiwalu im. Jana Kiepury w Krynicy, gdzie na zaproszenie Bogusława Kaczyńskiego dyrygował Zabrzańską Orkiestrą Symfoniczną w koncercie “Polskie Tenory” w obecności 10.000 widzów. W lipcu 2015 prowadził ponownie koncerty z orkiestrami w Polsce: 17 maja w Teatrze Muzycznym w Łodzi, a 22 maja z Orkiestra Filharmonii Pomorskiej w Bydgoszczy z programem muzyki kanadyjskiej i filmowych przebojów muzyki amerykańskiej.
W maju 2016 dyrygował gościnnie orkiestrą Warmińsko-Mazurskiej Filharmonii w Olsztynie, w październiku orkiestrą Filharmonii Sudeckiej w Wałbrzychu, a 31 sierpnia 2017 koncertem 150-lecia Kanady z orkiestrą Filharmonii Dolnośląskiej w Jeleniej Górze z udziałem Viva Trio – 3 kanadyjskich sopranów. 
W 2018 dyrygował gościnnie koncertami z udziałem połączonych Washington Doctors Orchestra z USA oraz chórem i orkiestrą polskich lekarzy dla 2500 widowni w rodzinnym mieście Lidzbarku Warmińskim, a następnie koncertami „Polish Pride” z okazji 100-lecia Odzyskania Niepodległości w Toronto i Vancouver z West Coast Symphony Orchestra. 
W 2023 współorganizował duży koncert w Toronto "All Stars Gala dla Mikołaja Kopernika", podczas którego za promocję polskiej muzyki w Kanadzie i USA odebrał z rąk Ambasadora RP Witolda Dzielskiego Nagrodę Honorową im. Witolda Hulewicza za rok 2022.

## Odznaczenia i wyróżnienia
- 1984 - Odznaka Zasłużony Działacz Kultury
- 1994 - Zasłużony dla Kultury Polskiej
- 1997 - Złoty Krzyż Stowarzyszenia Polskich Kombatantów w Kanadzie
- 1998 - Złota Odznaka Polskiego Związku Chórów i Orkiestr
- 2000 - Odznaka Milenijna Miasta Toronto
- 2006 - Krzyż Kawalerski Orderu Odrodzenia Polski Polonia Restituta
- 2007 - Medal Pro Memoria
- 2011 - Srebrny Medal Gloria Artis
- 2015 - Krzyż Oficerski Orderu Odrodzenia Polski, Polonia Restituta[6]
- 2023 - Nagroda Honorowa im. Witolda Hulewicza